# 羅惠良
羅惠良（法語：Joseph-Marie Lavest；1852年5月24日—1910年8月23日），是天主教法國籍主教及巴黎外方傳教會會士。曾任前廣西宗座監牧區宗座監牧（1900年-1910年）。

## 生平
羅惠良出生於1852年5月24日，在法國蒂耶爾區多姆山省的東部市鎮庫爾皮耶爾。1875年11月30日，羅惠良在23歲時晉鐸。1879年，他在26歲時加入巴黎外方傳教會，並赴中國傳教。
1900年4月26日，羅惠良在47歲時獲時任教宗良十三世任命為前廣西宗座監牧區宗座監牧，領銜土耳其索菲內教區主教。同年8月24日，羅惠良在法屬印度支那河內聖若瑟主教座堂晉牧。
羅主教任內，將教座由廣西貴縣遷到省會南寧。1902年，在南寧開辦拉丁書院、聖家會女修院。他又遨邀請聖保祿孝女會修女在南寧及貴縣聖堂內的診所及孤兒院服務，並協助培養中國修女。
1910年8月23日，羅惠良主教在英屬香港去世，享年58歲。